# World Solar Challenge

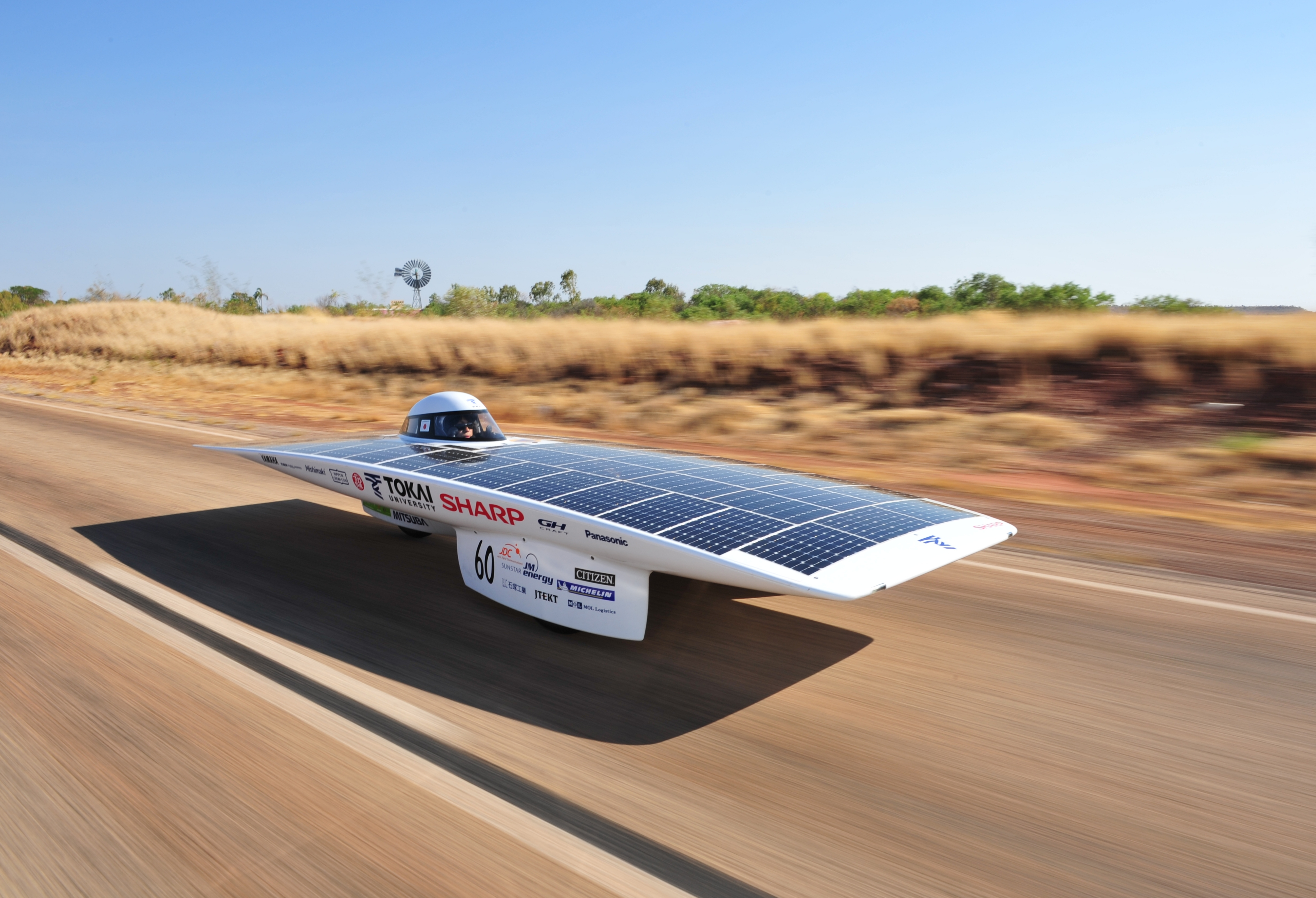
Tokai Challenger des japanischen Tokai University Solar Car Teams, Siegerfahrzeug 2009

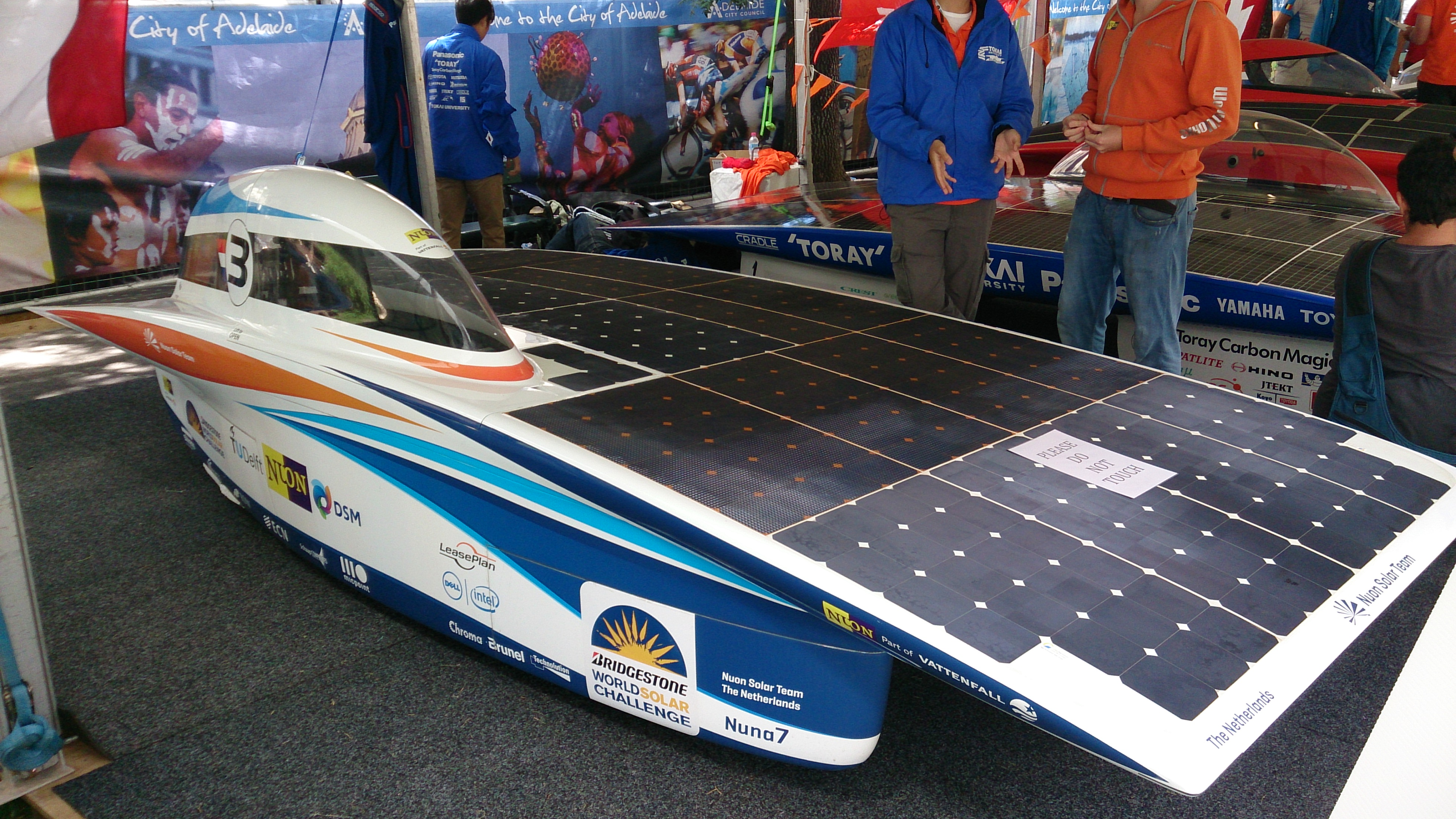
Nuna 7 des niederländischen Nuon Solar Teams, Siegerfahrzeug 2013

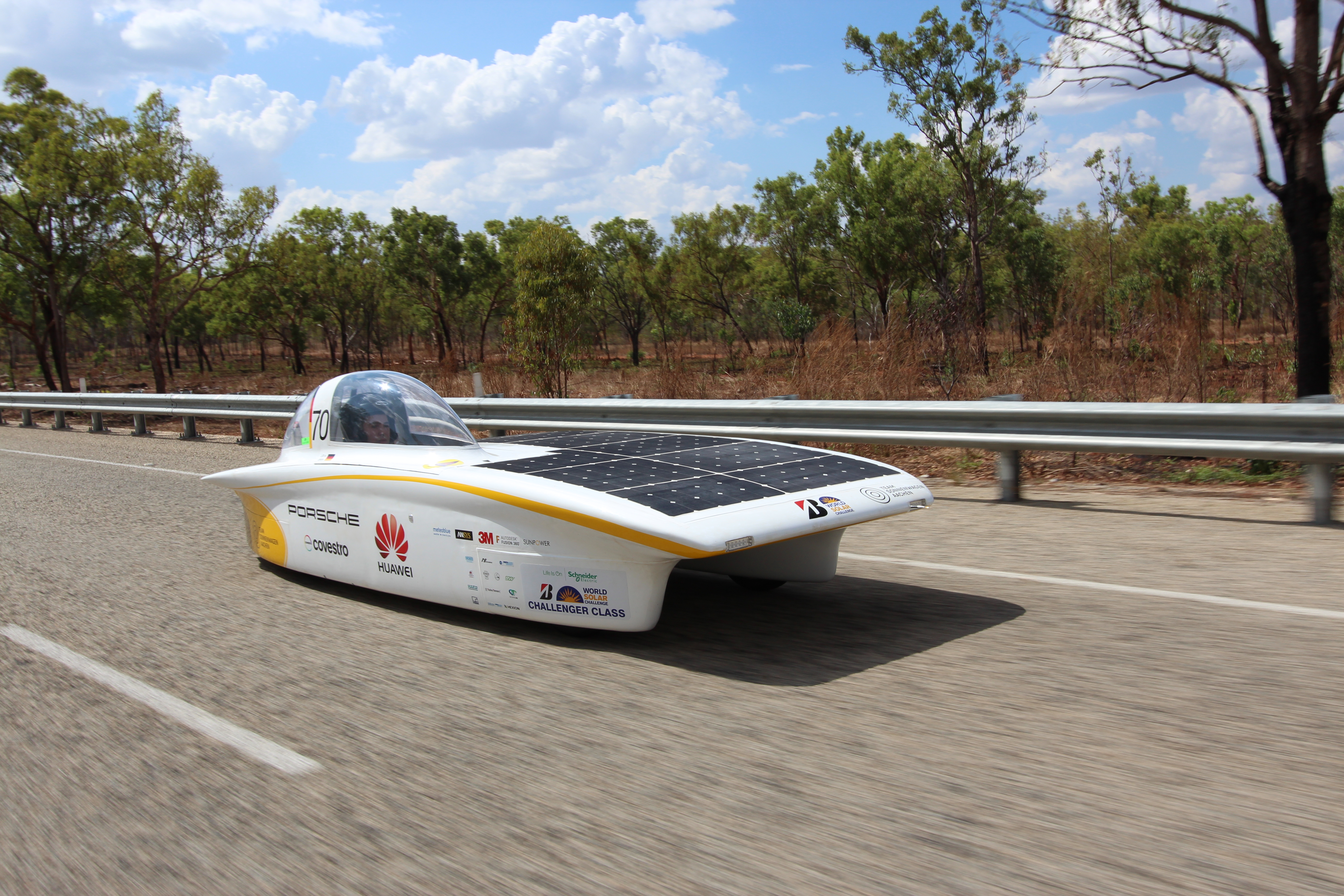
Der Sonnenwagen Aachen des einzigen deutsche Teams in der Challenger-Klasse 2017 auf dem Stuart Highway

Die World Solar Challenge ist ein 1987 erstmals ausgetragenes Autorennen für Solarfahrzeuge auf öffentlichen Straßen über rund 3.000 Kilometer quer durch Australien von Darwin im Norden nach Adelaide an der Südküste. Es gilt als weltweit härteste Prüfung dieser Art. Die Teams stammen meist aus Hochschulen, einige auch aus Schulen, oder kommen von Unternehmen, besonders der Automobilindustrie und der Stromwirtschaft.
Wichtigste Ziele des Wettbewerbes sind Förderung und publikumswirksame Präsentation der Forschung und Entwicklung zu Solarfahrzeugen. Gestartet wird in mehreren Kategorien, wobei die Fahrzeuge jeweils Auflagen zur Solarpanelgröße, Minimalmaße, Batteriekapazität, Straßentauglichkeit etc. erfüllen müssen.
Das 2006 überarbeitete Reglement lenkte die Entwicklung in Richtung alltagstauglicher Lösungen für den Straßenverkehr.

## Geschichte
1982 gelang es Hans Tholstrup und Larry Perkins, in ihrem selbstgebauten Solarauto „Quiet Achiever“ Australien von West nach Ost zu durchqueren. Die Leistung inspirierte sie, auch andere aufzufordern, die Grenzen sonnengetriebener Gefährte zu erkunden. Mit Hilfe der South Australian Tourism Commission als erstem Sponsor gelang die Organisation der ersten World Solar Challenge 1987.
Seither findet die World Solar Challenge am Stuart Highway auf öffentlichen, nicht abgesperrten Straßen statt. Es gelten also die Verkehrsregeln samt Geschwindigkeitsbeschränkung auf 130 km/h im Norden und 110 km/h im Süden.
Den bisherigen Rekord erzielte bei der WSC 2005 das Nuon Solar Team der Universität Delft. Es benötigte für die Strecke von 3021 Kilometern 29 Stunden und 11 Minuten bei einer Durchschnittsgeschwindigkeit von 102,75 km/h.
Mit der Reglementänderung 2006 erfolgte erstmals eine Einteilung in die Klassen „Challenger“ als Hauptwettbewerb unter nun strengeren Anforderungen und „Adventure“ für Fahrzeuge nach altem Reglement. 2013 kamen als dritte Klasse außerdem die „Cruiser“ hinzu.
Die 15. World Solar Challenge fand vom 13. bis 20. Oktober 2019 statt.
2021 wurde die World Solar Challenge aufgrund der Covid-19-Pandemie abgesagt, die Veranstaltung fand 2023 vom 22. bis 29. Oktober wieder statt.

## Fahrzeugregeln
Die World Solar Challenge gibt zu jedem Rennen, seit 2006 getrennt nach Klassen, Regeln heraus, das die Fahrzeuge erfüllen müssen. Die für die Rennstrategie wichtigsten betreffen den Traktions-Akkumulator und das Solarmodul.
Das ursprüngliche Reglement erlaubte bis zu acht Quadratmetern Solarzellen. Dies gilt seit 2006 für die „Adventure Class“, während man für die „Challenge Class“ die Fläche auf sechs Quadratmeter reduzierte und zugleich eine aufrechte Fahrersitzposition vorschrieb, womit ab der Challenge 2007 die mittlere Geschwindigkeit sank. Außerdem wurde das Gewicht des Akkumulators wegen der steigenden Leistungsdichte jedes Jahr so weit reduziert, dass etwa 5 kWh zur Verfügung standen. 2009 lag es noch bei 25 kg, 2011 bei 21 kg, 2015 bei 20 kg. 2011 wurde bei Galliumarsenid-Zellen die Fläche auf sechs Quadratmeter halbiert, so dass viele Teams auf Siliziumzellen umstiegen. Des Weiteren wurden jedes Jahr die Regeln zur elektrischen wie mechanischen Sicherheit verschärft.
2013 wurden die „Cruiser Class“ sowie die „Evolution Class“ neu eingeführt, um einerseits größeren Solarfahrzeugen mit mehreren Passagieren den Start zu ermöglichen („Cruiser“), die mehrmals Netzstrom nachladen dürfen, um die Strecke innerhalb der Rennzeit zurücklegen können. Andererseits sollten erstmals Fahrzeuge teilnehmen können, ohne in erster Linie auf eine der Solarfahrzeugklassen und ihr Reglement hin konzipiert zu sein, die aber eine „erhebliche Verringerung der Umweltbelastung nachweisen“ (englisch „to demonstrate a significant reduction in environmental impact“).
2017 wurden wiederum die „Challenger“-, „Cruiser“- und „Adventure“-Klasse ausgeschrieben, teils mit erneut verschärften Regeln. Die einsitzigen, vierrädrigen „Challenger“-Fahrzeuge durften maximal fünf Meter lang und 2,2 Meter breit sowie das Solarfeld nur noch vier Quadratmeter groß sein. Die geänderten Abmessungen erlaubten mehr gestalterische Freiheit, das kleinere Solarfeld erforderten weiter erhöhte Effizienz. Gegenüber den Vorjahren waren die meisten Fahrzeuge kleiner und schmaler sowie reglementsbedingt die Sicht für Fahrer deutlich verbessert. Fahrzeuge der weniger stark besetzten, ebenfalls vierrädrigen „Cruiser“-Klasse mussten einen oder mehrere Passagiere befördern; neben der Zuladung flossen Energieverbrauch und Praktikabilität in die Bewertung ein. Die „Adventure“-Klasse galt für Vorjahresfahrzeuge, die hinsichtlich der Sicherheit angepasst wurden und außer Konkurrenz teilnehmen, ferner für Teilnehmer der übrigen Klassen, die Kontrollstellen nicht fristgerecht erreichten.
Das jeweilige Fahrergewicht ist durch Ausgleichsgewichte auf eine Einheitslast von 80 Kilogramm anzuheben.

## Rennablauf
Das Rennen verläuft täglich von 8 bis 17 Uhr und wird über Nacht neutralisiert. Um einen ausreichend praktikablen Rastplatz zu erreichen, besteht ab 17 Uhr ein Zeitfenster von zehn Minuten, dessen Inanspruchnahme gemessen und durch entsprechende Verzögerung der Startfreigabe ab 8 Uhr ausgeglichen wird. Unmittelbar nach dem Anhalten ist es üblich, das Solarpanel bis zum Eindunkeln möglichst rechtwinklig zur Sonneneinstrahlung auszurichten, um die Fahrzeugbatterie möglichst effektiv weiter zu laden und einen Start mit möglichst aufgeladenem Akkumulator zu ermöglichen, der sich während des Rennens allein aus den dann meist waagerechten Panels speist sowie durch Rekuperation.
Wichtiger Erfolgsfaktor ist die Bestimmung einer möglichst optimalen Fahrgeschwindigkeit in Abhängigkeit von Wetterprognose, Streckenprofil, Batterie- und sonstigem technischen Fahrzeugzustand. Naturgemäß benötigt man zur Fahrt bei niedrigerem Sonnenstand am Morgen und am Abend meist zusätzliche Energie aus der Batterie, während man bei hochstehender Mittagssonne und guten Wetterbedingungen meist nicht benötigten Solarstrom zum Nachladen der Batterie einsetzen kann.
Unterwegs wird das Rennen in fast allen Ortschaften für 30 Minuten unterbrochen, was logistischen Zwecken und den Medien dient. Während Journalisten filmen, fotografieren und Fragen stellen, können die Teams die Fahrer wechseln und Verpflegung besorgen.
Jedes Team wird von einem Funktionär der World Solar Challenge begleitet, der die Einhaltung der Regeln überwacht, unter anderem den Fahrergewichtsausgleich sowie die Nutzung des Zeitfensters misst und den Start entsprechend verzögert freigibt.

## Siegerliste
Von 1987 bis 1999 fand die World Solar Challenge alle drei Jahre statt, danach alle zwei Jahre, also in jedem ungeraden Kalenderjahr:
| Jahr | Klasse     | 1. Rang                                                                     | 2. Rang                                                         | 3. Rang                                                     | Siegergeschwindigkeit Ø                            |
| ---- | ---------- | --------------------------------------------------------------------------- | --------------------------------------------------------------- | ----------------------------------------------------------- | -------------------------------------------------- |
| 1987 | —          | General Motors (USA) mit „SunRaycer“                                        | Ford (AUS) mit „Sunchaser“                                      | Ingenieurschule Biel (CH) mit „Spirit of Biel/Bienne I“     | 66,9 km/h                                          |
| 1990 | —          | Ingenieurschule Biel (CH) mit „Spirit of Biel/Bienne II“                    | Honda (J) mit „Dream“                                           | University of Michigan (USA) mit „Sunrunner“                | 65,2 km/h                                          |
| 1993 | —          | Honda (J) mit „Dream“                                                       | Ingenieurschule Biel (CH) mit „Spirit of Biel/Bienne III“       | Kyocera Corporation (J) mit „Son of Sun“                    | 85,0 km/h                                          |
| 1996 | —          | Honda (J) mit „Dream“                                                       | Hochschulen von Biel/Bienne (CH) mit sCHooler                   | Aisin Seiki (J) mit „Aisol III“                             | 89,8 km/h                                          |
| 1999 | —          | Aurora Vehicle Association (AUS) mit „Aurora“                               | Queen’s University (CA) mit „Radiance“                          | University of Queensland (AUS) mit „Sunshark“               | 73,0 km/h                                          |
| 2001 | —          | Universität Delft Nuon Solar Team (NL) mit „Nuna 1“                         | Aurora Vehicle Association (AUS) mit „Aurora“                   | University of Michigan (USA) mit „M-pulse“                  | 91,8 km/h                                          |
| 2003 | —          | Universität Delft Nuon Solar Team (NL) mit „Nuna 2“                         | Aurora Vehicle Association (AUS) mit „Aurora“                   | MIT Solar Electric Team (USA) mit „Tesseract“               | 97,0 km/h                                          |
| 2005 | —          | Universität Delft Nuon Solar Team (NL) mit „Nuna 3“                         | Aurora Vehicle Association (AUS) mit „Aurora“                   | University of Michigan (USA) mit „Momentum“                 | 102,8 km/h                                         |
| 2007 | Challenger | Universität Delft Nuon Solar Team (NL) mit „Nuna 4“                         | Umicore Solar Team (B) mit „Umicar Infinity“                    | Aurora Vehicle Association Inc (AUS) mit „Aurora 101“       | 90,87 km/h                                         |
| 2007 | Adventure  | Ashiya University Solar Car Project (J) mit „TIGA“                          | National Kaohsiung University (Taiwan) mit „Apollo-V“           | Aviva Southern Aurora (AUS) mit „Aviva Southern Aurora“     | 93,57 km/h                                         |
| 2009 | Challenger | Tokai University (J) mit „Tokai Challenger“                                 | Universität Delft Nuon Solar Team (NL) mit „Nuna 5“             | University of Michigan Solar Car Team (USA) mit „Infinium“  | 100,54 km/h                                        |
| 2009 | Adventure  | OSU Solar Car Project (J) mit „OSU Model S'“                                | Aurora Vehicle Association (AUS) mit „Southern Aurora“          | Goko High School (J) mit „GoKo“                             | 86,27 km/h                                         |
| 2011 |            | Tokai University (J) mit „Tokai Challenger“                                 | Universität Delft Nuon Solar Team (NL) mit „Nuna 6“             | University of Michigan (USA) mit „Quantum“                  | 91,5 km/h                                          |
| 2013 | Challenger | Universität Delft Nuon Solar Team (NL) mit „Nuna 7“                         | Tokai University (J) mit „Tokai Challenger“                     | Solar Team Twente (NL)                                      | 90,71 km/h                                         |
| 2013 | Adventure  | Aurora Vehicle Association (AUS) mit „Aurora Evolution“                     | Antakari (CHI)                                                  |                                                             | 86,27 km/h                                         |
| 2013 | Cruiser    | Solar Team Eindhoven (NL) mit „Stella“                                      | Hochschule BO SolarCar Team (D) mit „PowerCore SunCruiser“      | UNSW Solar Racing Team – Sunswift mit „Eve“                 | 75–78 km/h (Gewinner 9093 Personenkilometer)       |
| 2015 | Challenger | Universität Delft Nuon Solar Team (NL) mit „Nuna 8“                         | Solar Team Twente mit "Red One" (NL)                            | Tokai University (J)                                        | 91,75 km/h                                         |
| 2015 | Cruiser    | Solar Team Eindhoven (NL) mit „Stella Lux“                                  | Kogakuin Solar Team (J) mit „Owl“                               | Hochschule BO SolarCar Team (D) mit „ThyssenKrupp SunRiser“ | Score: 97,27 (6044 Personenkilometer)              |
| 2017 | Challenger | Nuon Solar Team (NL) mit „Nuna 9“                                           | University of Michigan Solar Car Team (USA) mit „Novum“         | Punch Powertrain Solar Team (B) mit „Punch Two“             | 81,2 km/h                                          |
| 2017 | Cruiser    | Solar Team Eindhoven (NL) mit „Stella Vie“                                  | Hochschule BO SolarCar-Team (D) mit „thyssenkrupp blue.cruiser“ | Clenergy Team Arrow (AUS) mit „Arrow STF“                   | 69 km/h, 10197 P·km, 45,7 kWh, Efficiency Score 80 |
| 2017 | Adventure  | Mississippi Choctaw High School Solar Car Team (USA) mit „Tushka Hashi III“ | NWU Solar (ZA) mit „Naledi“                                     | Principia Solar Car (USA) mit „Ra X“                        |                                                    |
| 2019 | Challenger | AGORIA SOLAR TEAM (BE) mit „Bluepoint“                                      | Tokai University (J) mit „Tokai challenger“                     | University of Michigan Solar Car Team (USA) mit „Electrum“  |                                                    |
| 2019 | Cruiser    | Solar Team Eindhoven (NL) mit „Stella Era“                                  | Sunswift (AUS) mit „Violet“                                     | IVE Engineering Solar Car Team (HK) mit „Sophie 6 S“        |                                                    |
| 2019 | Adventure  | Team Arrow (AUS) mit „Arrow 1“                                              | Ardingly College Solar (UK) mit „Ardingly Solar“                |                                                             |                                                    |
| 2023 | Challenger | Innoptus Solar Team (BE) mit "Infinite"                                     | Solar Team Twente (NL) mit "RED X"                              | Brunel Solar Team (NL) mit "Nuna 12"                        | 88,2 km/h                                          |
| 2023 | Cruiser    | Sunswift Racing (AUS) mit "SUNSWIFT 7"                                      | University of Minnesota Solar Vehicle Project (USA) mit "Gaia"  | Solaride (EST) mit "Solaride 2"                             | Score: 91,1 (3940 Personenkilometer)               |

## Sonstiges

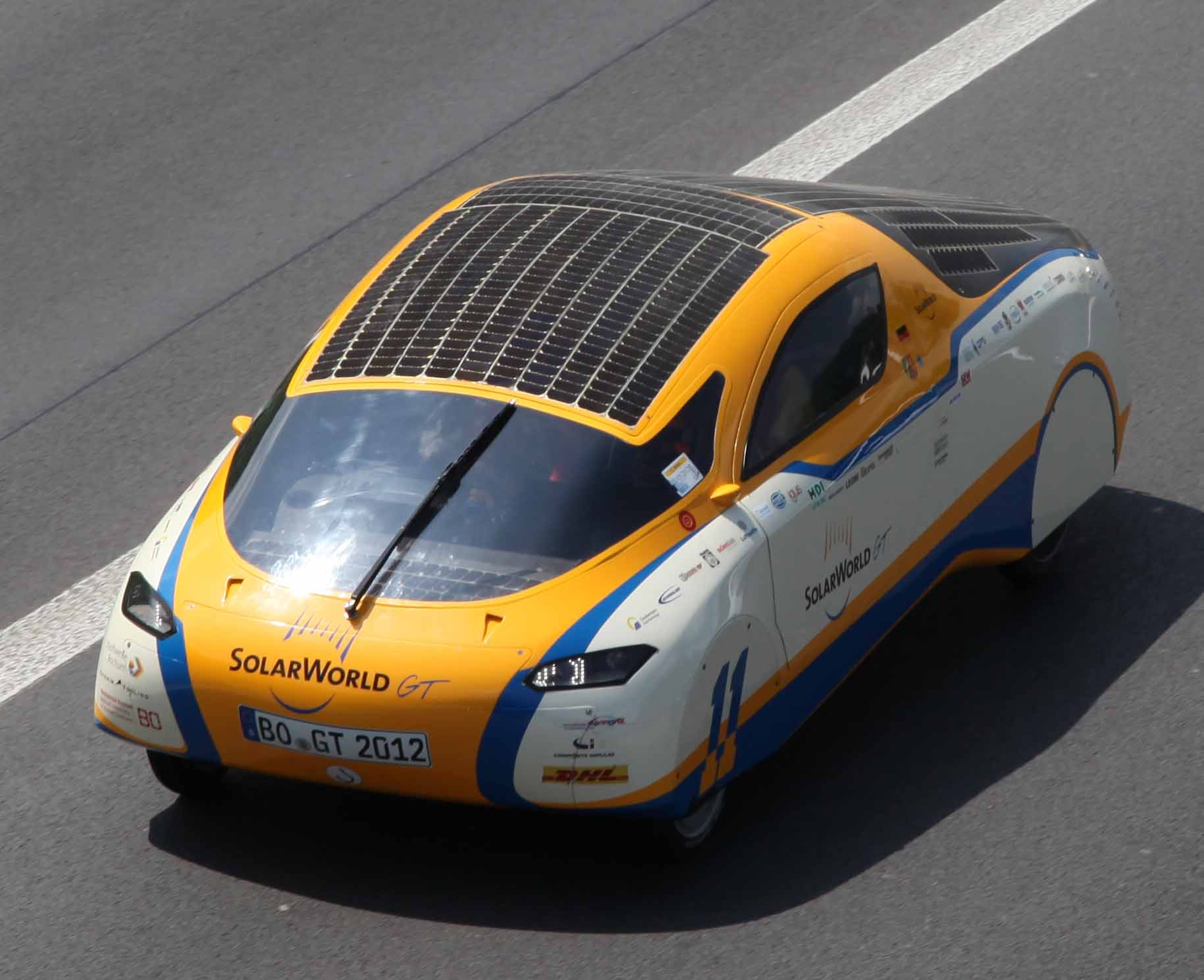
Der Solarworld GT der Hochschule Bochum fuhr als erstes Straßenfahrzeug Solarautark um die Welt

- Nach dem Rennen im Jahr 2011 startete der Solarworld GT zur ersten solarautarken Weltumrundung. Da der Wagen während des Rennens teils auf dem Anhänger transportiert wurde, fuhr er die Strecke von Darwin nach Adelaide ein Jahr später nochmals zum Abschluss der Weltumrundung.
- Die Rennteilnahme einer High School aus Hawaii war 1996 Gegenstand des US-amerikanischen Spielfilms Race the Sun – Im Wettlauf mit der Zeit (Originaltitel: Race the Sun), in dem James Belushi, Halle Berry und Casey Affleck die Hauptrollen spielten.
- Im Jahr 1996 nahm ein solarbetriebenes Luftschiff der Universität Stuttgart als Begleitfahrzeug an dem Wettbewerb teil. Das Luftschiff havarierte jedoch in einem Dornenbusch, nachdem die Funksteuerung nicht mehr funktionierte.[5][6]